# Lucy Scharenberg
Lucy Scharenberg (* 1976 in Marienheide, Nordrhein-Westfalen) ist eine deutsche Kinderbuchautorin.

## Leben
Lucy Scharenberg besuchte die Handelsschule und absolvierte eine Ausbildung zur Erzieherin. Nach ihrem Abschluss an der Fachschule für Sozialpädagogik und der Geburt ihrer drei Kinder begann sie, Kinderbücher zu schreiben. Ihr erstes Buch erschien 2010 im Annette Betz Verlag, Wien. Ihre Geschichten wurden in mehrere Sprachen übersetzt, unter anderem ins Dänische, Finnische und Japanische.
Sie lebt mit ihrer Familie im Oberbergischen Land.

## Werke
- Heut ist keine Zeit für Streit!, Betz, Wien (2010) ISBN 978-3-219-11438-6
- Keine Angst vor Dunkelmonstern!, Betz, Wien (2010) ISBN 978-3-219-11445-4
- Wenn Oma nicht mehr da ist, Betz, Wien (2010) ISBN 978-3-219-11452-2
- Der kleine Maya, Ueberreuter, Wien (2010) ISBN 978-3-8000-5564-7
- Marie und der Ferienhund, Ueberreuter, Wien (2010) ISBN 978-3-8000-5565-4
- Antonia und Ole kommen in die Schule, Kerle, Freiburg, Br. (2011) ISBN 978-3-451-71032-2
- Der kleine Imker, Ueberreuter, Wien (2011) ISBN 978-3-8000-5619-4
- Karo wünscht sich eine Katze, Ueberreuter, Wien (2011) ISBN 978-3-8000-5620-0
- Wir gehören zusammen, Betz, Wien (2011) ISBN 978-3-219-11485-0